# Ујоара де Жос (Алба)
Ујоара де Жос (рум. Uioara de Jos) насеље је у Румунији у округу Алба у општини Окна Муреш. Општина се налази на надморској висини од 273 m.

## Становништво
Према подацима из 2002. године у насељу је живело 1279 становника.

### Попис2002.
| Расподела становништва по националности 2002.‍ | Расподела становништва по националности 2002.‍ | Расподела становништва по националности 2002.‍ | Расподела становништва по националности 2002.‍ | Расподела становништва по националности 2002.‍ |
| --------------------------------------------- | --------------------------------------------- | --------------------------------------------- | --------------------------------------------- | --------------------------------------------- |
|                                               |                                               |                                               |                                               |                                               |
| Румуни                                        | Румуни                                        |                                               | 1.096                                         | 85,8%                                         |
| Мађари                                        | Мађари                                        |                                               | 31                                            | 2,4%                                          |
| Роми                                          | Роми                                          |                                               | 151                                           | 11,8%                                         |